# 仲川瑠夏
仲川 瑠夏（なかがわ るな、1997年〈平成9年〉7月3日 - ）は、日本の女性アイドル、タレント、グラビアアイドル。女性アイドルグループ・FRUITS ZIPPERのメンバー。神奈川県出身。

## 略歴
3歳の頃からモデルとして子供向け雑誌の広告やCMに出演していたが、中学入学と共にモデル活動を停止。高校卒業から9か月を経た2017年1月、ダンス&ボーカルユニット「東京バイラール」の一員としてアイドル活動を始めた。
その後東京バイラールのメンバーだった板倉咲奈らと共に「iwi」（アイウィー）を組んで活動するも、2018年6月に卒業。同年12月17日、「空想と妄想とキミの恋した世界」（以下、空想世界と略す）のメンバーとしてアイドル活動を再開。グループの担当カラーは紫。メンバーチェンジやコロナ禍を乗り越えて活動したが、2021年7月7日の赤羽ReNY公演をもって卒業。空想世界も同年10月3日をもって解散に追い込まれた。
その後アソビシステムへの移籍により芸名を現在の「仲川瑠夏」に改め、2022年2月22日、日本で成長を続けてきたアイドル文化を世界に向けて発信する新プロジェクト「KAWAII LAB.」より誕生する新アイドルグループ「FRUITS ZIPPER」のメンバーとなることが発表された。メンバーカラーは空想世界と同じ紫である。
2022年4月10日、FRUITS ZIPPERとして初の楽曲「君の明るい未来を追いかけて」を配信開始。
2022年11月7日、仲川瑠夏写真集「季節外れの夏オンナ」を発売。
2022年12月から2023年3月にかけて、複数の大喜利番組に出演。
2023年4月28日、虹のコンキスタドール・岡田彩夢、JamsCollection・津代美月と、8月27日までの期間限定ユニット「夏の月を夢みて」を結成することが発表され、5月28日の@JAM 2023 Day2～SUPER LIVE～において、シングル『カラフル』を初披露。8月22日に発売されたCDは、8月21日付のオリコンデイリーシングルランキングで1位を獲得した。
2023年7月2日、RIP SLYMEのRYO-ZとレイザーラモンRGが出演するBSよしもとの「RG＆RYO-Zの『ローカルチアーズ』」に出演。同年12月30日、FRUITS ZIPPERとして「第65回日本レコード大賞」に出場し、最優秀新人賞を受賞した。

## 人物
- 好きな食べ物は、ブリ、いちご、カラースプレー、バナナチョコ、着色料[動画 1]
- 好きな芸能人は、ドウェイン・ジョンソン[動画 1][6]
- 中学生時代はソフトテニス部に所属[6]。
- 生涯の夢は、人間国宝になること[動画 1]。
- 絶対音感を持つ[12]。
- アイドルデビュー当初から年齢は非公開とされていたが[6]、2024年6月28日放送のTBS『中居正広の金曜日のスマイルたちへ』で現在26歳であることを公表した[21][22]。放送後に27歳の誕生日を迎えており、メンバーとしては最年長である[動画 3]が、本人曰く「みんなを盛り上げたり、面白いことを言うのは得意だけど、（他のメンバーを）まとめるのはすごく苦手で（リーダーには）向いてない」と『週刊プレイボーイ』のインタビューで述べている[2]。

## 作品

### CD
| # | 発売日        | タイトル | 規格品番  | 販売形態 | 最高位                                                   | 備考                                               |
| - | ------------- | -------- | --------- | -------- | -------------------------------------------------------- | -------------------------------------------------- |
|   | 2023年8月22日 | カラフル | MUTE-0091 | CD       | 1位 (2023年8月21日付 オリコンデイリーシングルランキング) | 期間限定ユニット「夏の月を夢みて」としてのリリース |

## 出演

### テレビ
- RG＆RYO-Zの『ローカルチアーズ』」（2023年7月2日、BSよしもと）[19]
- 音が出たら負け（2024年8月18日、日本テレビ）
- 千鳥の鬼レンチャン（2024年11月17日・2025年1月5日、フジテレビ）
- ラヴィット!（2025年1月21日、TBSテレビ）

### ネット配信
- まいにち大喜利（2023年3月13日、テレビ朝日公式YouTubeチャンネル「動画、はじめてみました」）[動画 2]
- おもカワ2022～アイドル大喜利シングルトーナメント～（2022年12月13日、テレビ朝日公式YouTubeチャンネル「動画、はじめてみました」）[15]

## 書籍

### 電子写真集
- 季節外れの夏オンナ（2022年11月7日発売）[14]
- lunapi（2023年12月18日、LARME、ASIN B0CQLRB14Q）
- New私（2024年4月30日、集英社、ASIN B0D2R54SGV）

### 動画
1. 1 2 3 4  【仲川瑠夏 自己紹介】FRUITS ZIPPER YouTube LIVE（2022年3月20日公開、2023年4月2日閲覧） - YouTube
2. 1 2  【女性大喜利バトル】ゆにばーすはら×仲川瑠夏×3時のヒロインかなで×スパイク松浦で大喜利バトル！『「このゾンビ、マザコンだな」なぜそう思った？』MCモグライダーも絶賛した回答とは？（2023年3月13日公開、2023年4月2日閲覧） - YouTube
3. ↑  FRUITS ZIPPER 【ドキュメンタリー】仲川瑠夏生誕祭2024 - YouTube（2024年7月9日公開）2024年9月13日閲覧。